# Zákon o národních výborech (1967)
Zákon o národních výborech (č. 69/1967 Sb.) upravoval organizaci, působnost a činnost národních výborů, jejich stupně (místní národní výbor, městský národní výbor, okresní národní výbor a krajský národní výbor) a jejich hospodaření. Zákon o národních výborech (č. 69/1967 Sb.) zrušil předchozí zákon č. 65/1960 Sb., o národních výborech a některé další předpisy. Zákonem byl novelizován zákon o územním členění státu.

## Obsah zákona
Zákon se skládal z 
- hlava první (POSTAVENÍ NÁRODNÍCH VÝBORŮ VE STÁTĚ A SPOLEČNOSTI),
- hlava druhá (POSLANCI),
- hlava třetí (PŮSOBNOST NÁRODNÍCH VÝBORŮ),
- hlava čtvrtá (NÁRODNÍ VÝBOR A JEHO ORGÁNY),
- hlava pátá (ŘÍZENÍ NÁRODNÍCH VÝBORŮ A JEJICH ORGÁNŮ),
- hlava šestá (USTANOVENÍ ZÁVĚREČNÁ)

## Národní výbory
Národní výbory byly orgány socialistické státní moci a správy v krajích, v okresech a v obcích. Národní výbory byly zastupitelskými sbory lidu a byly voleny na základě všeobecného, rovného a přímého volebního práva tajným hlasováním.
Stupně národních výborů byly místní národní výbor, městský národní výbor, okresní národní výbor a krajský národní výbor.

## Derogace
Zákon o národních výborech (č. 69/1967 Sb.) byl zrušen zákonem o obcích.

## Externí odkaz
- Zákon o národních výborech (č. 69/1967 Sb.), e-Sbirka.cz